# Thomas Kaiser (Fotograf)
Thomas Kaiser (* 1961) ist ein deutscher Naturfotograf. 
Thomas Kaiser befasst sich seit Anfang der 1990er Jahre mit Naturfotografie, wobei der Schwerpunkt seiner Arbeit in der Beschreibung von Lebensräumen in Mitteleuropa liegt. Er ist Mitglied der Gesellschaft Deutscher Tierfotografen. Kaiser veröffentlichte bisher mehrere Bildbände über verschiedene deutsche Landschaften sowie einen Ratgeber über Naturfotografie. Er lebt in Kappel-Grafenhausen.

## Veröffentlichungen (Auswahl)
Bildbände
- Naturerlebnis Rheinauen. Von Basel zum Taubergießen bis Straßburg. 1. Auflage. Schillinger, Freiburg im Breisgau 2008, ISBN 978-3-89155-341-1.
- Die Vogesen. Naturvielfalt in einer alten Kulturlandschaft. G. Braun Verlag, Karlsruhe 2003, ISBN 3-7650-8237-6 (Fotos: Thomas Kaiser; Text: Martin Stieghorst).
- Der Schwarzwald. Naturvielfalt in einer alten Kulturlandschaft. G. Braun Verlag, Karlsruhe 2001, ISBN 3-7650-8204-X (Fotos: Thomas Kaiser; Text: Hans-Peter Schaub).
- Der Kaiserstuhl. Naturvielfalt in einer alten Kulturlandschaft. G. Braun Verlag, Karlsruhe 1997, ISBN 3-7650-8186-8 (Fotos: Thomas Kaiser; Text: Hans-Peter Schaub).

Sachbücher
- Der Start in die Naturfotografie. Landschaft, Tiere und Pflanzen gekonnt in Szene setzen. Humboldt, Hannover 2017, ISBN 978-3-86910-359-4 (Rezension auf bild-akademie.de).